# الإمبراطورية الفرنسية الأولى
الامبراطورية الفرنسية الأولى أو تُعرف رسميًا باسم الإمبراطورية الفرنسية (بالفرنسية: Empire Français) تشمل الفترة التي سيطرت فيها فرنسا على أوروبا القارية تحت حكم نابليون 1804 — 1814. غيَّر نابليون نظام القنصلية بإعلانه في العام 1804 للإمبراطورية، وتوَّج نفسه إمبراطورًا على الفرنسيين. استمرَّت الإمبراطورية في فرنسا حتى انكسار نابليون العسكري في لايبزغ ونفيه إلى جزيرة إلبا؛ فكانت عودةُ المَلَكية إلى فرنسا في العام 1814 واستمرارها حتى العام 1848 (تاريخ إعلان الجمهورية الفرنسية الثانية ).
كانت إمبراطورية نابليون بونابرت الفرنسية والقوة المهيمنة على معظم القارة الأوروبية في بدايات القرن التاسع عشر. على الرغم أن فرنسا قد أسست بالفعل إمبراطورية استعمارية ما وراء البحار ابتداءً من القرن السابع عشر، بقيت الدولة الفرنسية مملكةً تحت حكم البوربون وجمهورية بعد الثورة. يشير المؤرخون إلى نظام حكم نابليون بالإمبراطورية الأولى لتمييزها عن الإمبراطورية الثانية المتجددة (1852-1870) التي حكمت بقيادة ابن شقيقه المعروف بنابليون الثالث.
في مايو 1804، مُنِح نابليون لقب إمبراطور فرنسا من قِبل مجلس الشيوخ، وتُوّج في 2 ديسمبر 1804، معلنًا نهاية حكومة القناصل الفرنسية والجمهورية الفرنسية الأولى، صنعت الإمبراطورية الفرنسية الأولى تفوقًا عسكريًا في أراضي أوروبا الرئيسية عبر الانتصارات المعتبرة في حرب التحالف الثالث ضد النمسا وبروسيا وروسيا، وضد الدول المحالفة، خصوصًا في معركة أوسترليتز عام 1805. كانت الهيمنة الفرنسية مؤكدة خلال حرب التحالف الرابع، وفي معركة يينا-أويرشتيد عام 1806، وفي معركة فريدلند عام 1807.
وسعت سلسلة الحروب، المعروفة جماعيًا بالحروب النابليونية، التأثير الفرنسي على معظم أوروبا الغربية وفي بولندا. في ذروتها عام 1912، كان للحكومة الفرنسية 130 إدارة، حكمت أكثر من 70 مليون نسمة، وحافظت على وجود عسكري واسع النطاق في ألمانيا وإيطاليا وإسبانيا ودوقية واسو، واعتبرت بروسيا والنمسا حليفتين رمزيتين.
صدّرت الانتصارات الفرنسية المبكرة العديد من الملامح الفكرية للثورة الفرنسية عبر أوروبا، مثل: دخول قانون نابليون عبر القارة زاد المساواة القانونية، وأسس أنظمة هيئة المحلفين والطلاق المُصدّق، وألغيت الامتيازات والعدالة الإقطاعية، وجميع الامتيازات الإقطاعية في جميع الأماكن عدا بولندا. هُزمت فرنسا عام 1814 (ومرة أخرى عام 1815)، وهو التاريخ الذي يشير إلى نهاية الإمبراطورية.

## التأسيس
في عام 1799، قابل نابليون بونابرت إيمانويل جوزيف سييس -أحد المديرين الخمسة الذين يشكلون الفرع التنفيذي للحكومة الفرنسية- الذي طلب دعمه للانقلاب للإطاحة بدستور السنة الثالثة. تضمنت المؤامرة شقيق بونابرت، لوسيان، الذي شغل لاحقًا منصب المتحدث باسم مجلس الخمسمئة، وروجر دوكوس، مدير آخر، بالإضافة إلى تالييراند. في 9 نوفمبر 1799، واليوم الذي يليه، أمسك جنود بونابرت بزمام السيطرة. قاموا بتفرقة المجالس التشريعية، تاركين هيئة تشريعية عاجزة لتعيين بونابرت وسييس ودوكوس كقناصل مؤقتين لإدارة الحكومة. على الرغم أن سييس كان من المتوقع أن يهيمن على النظام الجديد، القنصلية، إلا أن بونابرت قد تفوق عليه، والذي صاغ بدوره دستور السنة الثامنة وضمن انتخابه كقنصل أول. نتيجة لهذا، أصبح أقوى رجل في فرنسا، وهي قوة زادها دستور السنة الثامنة، مما جعله أول قنصل مدى الحياة.

### إعلان الإمبراطورية وتنظيم النظام الجديد
ال28 من أبريل في عام 1804، قدم جان فرانسوا كوريه اقتراحًا يطلب من المحكمة التعبير عن رغبتها في إعلان بونابرت إمبراطورًا وإعلان الكرامة الإمبراطورية وراثيًا في عائلته. تم تبني هذا بالإجماع أقل من صوت واحد، صوت Lazare Carnot ،3 مايو بعد، بينما تبنى مجلس الشيوخ أيضًا مبدأ الإمبراطورية الوراثية. ال11 مايو بدأت لجنة من عشرة أعضاء مكونة من أعضاء مجلس الشيوخ والوزراء والقناصل الثلاثة في صياغة مشروع senatus-Consultum الذي تم إيقافه بعد يومين وتمت الموافقة عليه من قبل مجلس بونابرت الملكي. في ال16 من شهر مايو، تم تقديم هذا المشروع إلى مجلس الشيوخ من قبل مستشار الدولة بورتاليس، الذي حث أعضاء مجلس الشيوخ على الموافقة عليه دون مناقشة: "إنه مشهد رائع أن تأتي أمة، بالكاد خرجت من أفظع ثورة، في صمت جميع الأطراف وفي هدوء كل الأهواء لتختار لنفسها المؤسسات الأكثر ملاءمة لمجدها.".
قام Cambacérès (في وسط اللوحة) بإحضار نابليون إلى مجلس الشيوخ الذي أعلنه إمبراطورًا.
تمت الموافقة على مجلس الشيوخ في18 من شهر مايو 1804 بالإجماع تقريبًا في مذكرة مجلس الشيوخ، وبذلك عهد إلى نابليون بونابرت بحكومة الجمهورية بلقب الإمبراطور الفرنسي  . تم إطلاق طلقات المدفع على Champ-de-Mars للاحتفال بالحدث، بينما ذهب أعضاء مجلس الشيوخ إلى Château de Saint-Cloud، حيث قام Cambacérès، الذي ترأس الجمعية، بتسليم النص إلى الإمبراطور الجديد، في المعرض أبولو.
يضيف الدستور الجديد 142 مادة إلى الدستور السابق، لكنه لا يغير بشكل جذري تعريف ووظائف المؤسسات الرئيسية التي تم إنشاؤها في بداية القنصلية. يتم الحفاظ على الهيئة التشريعية والمحكمة، وكذلك مجلس الدولة ومجلس الشيوخ. تهدف غالبية المواد المضافة إلى تحديد ميراث العرش ودور العائلة الإمبراطورية والكرامات الجديدة للإمبراطورية. وهكذا فإن مبدأ الوراثة ثابت: فهو يأخذ مبدأ قانون ساليك، ويمنحه من ذكر إلى ذكر، بترتيب البكورة وفي النسب المباشر والطبيعي والشرعي لنابليون أو، في حالة عدم وجود ذلك، لأخويه جوزيف ولويس، بالإضافة إلى ذلك، أنشأ الدستور الجديد ست شخصيات عظيمة من الإمبراطورية تكافئ القناصل السابقين وأعضاء عائلة نابليون. وهكذا، تم تعيين Cambacérès وLebrun على التوالي رئيسًا ورئيسًا لأمين الخزانة للإمبراطورية، في حين تم تعيين جوزيف ناخبًا كبيرًا، ولويس بصفته كونستابل، ومورات في منصب الأميرال الكبير ويوجين دي بوهارنيه لرئيس الدولة. على الرغم من كونها فخرية، فقد سمحت هذه الشخصيات بالوصول إلى العديد من هيئات الدولة، مثل مجلس الملكة الخاص والمجلس الأكبر للإمبراطور أو مجلس الشيوخ أو مجلس الدولة. وبالمثل، يتم تعيين كبار الضباط، عسكريين أو مدنيين. يتم استعادة التنظيم ويقتصر على ستة عشر حاملًا معينًا 19 مايو، في اليوم التالي لإعلان الإمبراطورية.
المراسيم 19 مايو و13 يوليو وضع الأسبقية وآداب التعامل الإمبراطورية، في حين تم تنظيم أسرة الإمبراطور، ولا سيما من خلال تعيين دوروك في منصب المارشال الأكبر للقصر، وكولينكورت كمدير كبير، وتاليران كحاكم كبير، وبرتير بصفته الصياد الكبير، جوزيف Fesch في دور كبير قسيس وسيغور كرئيس للاحتفالات. علاوة على ذلك، يصاحب تنظيم جهاز الدولة إصلاح للوزارات. في هذا السياق، عاد جوزيف فوشيه إلى الشرطة.
خلال شهر يونيو 1804، يقرر الشعب عن طريق الاستفتاء، ولكن فقط في مسألة وراثة الإمبراطورية التي يجب الموافقة عليها وليس على الدستور ككل. كما في المشاورات السابقة، كانت النتيجة نهائية، بإجمالي 3524254 نعم مقابل 2،579 لا. يتم الإعلان عن النتيجة النهائية لهذا الاستفتاء باسم مجلس الشيوخ يوم1 ديسمبر _بجانب فرانسوا دي نيوفشاتو.
لم تختف الجمهورية على الفور في الأعمال الرسمية لهذا النظام السياسي الجديد: استمرت الإشارة إلى الجمهورية لبعض الوقت، في قسم الإمبراطور بتتويجه (2 ديسمبر 1804)، في البيان الرسمي للقوانين (حتى يوليو 1807)، في سجلات الأحوال المدنية (حتى نهاية عام 1805)، وعلى العملات المعدنية (الفرنك الجرمينال)، (حتى 1808). مجلس الشيوخ 19 أغسطس 1807 يلغي المحكمة ويعدل دستور العام الثاني عشر الذي أسس هذا النظام الإمبراطوري. بدأت القوانين المعلنة حتى ذلك التاريخ بـ "  NAPOLEON ، بفضل الله ودساتير الجمهورية ، إمبراطورية فرنسا، لجميع الحاضر والمستقبل، الخلاص". بعد أغسطس 1807، نجد العبارة التالية: "  نابليون، بفضل الله والدساتير ، إمبراطورية فرنسا، ملك إيطاليا وحامي اتحاد الراين ، إلى الحاضر والمستقبل. مرحبا". أصبحت الإمبراطورية الفرنسية مركزًا للنظام السياسي القاري، الذي يربط معها الدول التابعة، تحت السلطة العليا لرجل واحد ، نابليون.
نابليون الأول على العرش الإمبراطوري رسمه جان أوغست دومينيك إنجرس(1806)، واحتفظ به في متحف الجيش في باريس .
ال25 مايو 1804 وقع نابليون مرسوماً أنشأ محافظة مقاطعة فيندي في بلدة لاروش سور يون، والتي أعيد تأسيسها من خلال مشروع تخطيط حضري كبير. يهدف هذا القانون إلى وضع حد لعدم الاستقرار في Vendée.
ال15 يوليو، أول حفل توزيع جوائز وسام جوقة الشرف.

### تتويج 2 ديسمبر 1804
توج نابليون الأول إمبراطورًا في كاتدرائية نوتردام في باريس من قبل البابا بيوس السابع . إنه حقًا مقدس، لأن التتويج يتكون من المسح بالميرون المقدس، والذي قام به البابا بالفعل في الأماكن المعتادة للملوك. وبالتالي، فإن حقيقة أنه وضع التاج بنفسه فوق رأسه لا علاقة لها بالتتويج، لأن التاج ليس سوى شيء يمثل القوة الإمبراطورية، تمامًا مثل الكرة الأرضية أو "السيف".
لم يكن الإمبراطور متدينًا، ولم يتواصل أثناء القداس. لذلك يتوج نفسه كما ذكر أعلاه، وربما يتذكر حلقة التتويج الإمبراطوري لشارلمان. ثم يتوج زوجته جوزفين، التي أصبحت بعد ذلك إمبراطورة. يمثل هذا المشهد لوحة جاك لويس ديفيد الشهيرة تتويج نابليون .
التتويج الإمبراطوري مليء بالرموز . يتطلب الانتقال من الجمهورية إلى الإمبراطورية إنشاء شعارات إمبراطورية من الأسلحة، فضلاً عن إنشاء أشياء رمزية تهدف إلى إنشاء تقليد غير موجود سابقًا. قرر نابليون، الذي أراد أن يكون موحِّدًا، ربط رموز عهده بالصور التي مثلت فرنسا سابقًا، وكذلك القوى الأوروبية القوية.
من المفترض أن يذكرنا النحل بالميروفنجيون، وينبغي أن يذكرنا ترتيبهم على شعار النبالة والعباءة الإمبراطورية بزهور الكابتن. يجب أن تُظهر يد العدالة، التي استخدمها الكابتن أثناء التتويج الملكي، أن الإمبراطور هو وريث سلطتهم. يريد نابليون أن يُظهر أنه مؤسس "الأسرة الرابعة"، أسرة بونابرت، بعد الميروفينجيان ، والكارولينجيين، والكابيتانيين. الرموز الأخرى المستخدمة أثناء التتويج مشحونة بالقيم الأخلاقية. لذلك يحمل نابليون كرة شارلمان للحظة؛ يرتدي تاج هذا الإمبراطور نفسه. يُقال إن سيفه وصولجانه من "شارلمان": لقد تم استخدامهما بالفعل لعدة قرون من قبل فالوا ثم آل بوربون أثناء تتويجهم.
تم اختيار النسر في إشارة إلى النسور الرومانية التي تحملها الجحافل، ولكنه أيضًا رمز لشارلمان، النسر المنتشر. اللون الأحمر للوشاح الإمبراطوري هو إشارة مباشرة إلى اللون الأرجواني للإمبراطور الروماني. وهكذا يتظاهر نابليون بأنه وريث الإمبراطورية الرومانية وشارلمان.

القسم الذي أقامه نابليون  الأول أثناء تتويجه :
"أقسم بالمحافظة على وحدة أراضي الجمهورية؛ احترام وتطبيق قوانين المواثيق وحرية العبادة؛ احترام وضمان احترام المساواة في الحقوق والحريات السياسية والمدنية وعدم قابلية بيع الممتلكات الوطنية للنقض؛ لا تفرض أي ضريبة، ولا تفرض ضريبة إلا بموجب القانون؛ للحفاظ على مؤسسة وسام جوقة الشرف؛ أن تحكم من منظور مصلحة وسعادة ومجد الشعب الفرنسي.» 
 يصبح نابليون في نظر الشعب رئيس دولة يمثل الإجماع السياسي للأمة والملك المختار والمحمي بنعمة الله. ومع ذلك، فهو يعتبر في الخارج وريث ثورة مناهضة للملكية بشكل أساسي. هذا الغموض هو بلا شك نقطة ضعف النظام
افتتحت معركة مارينغو (14 يونيو 1800) الفكرة السياسية التي كانت تقول بمواصلة التقدم حتى حملة نابليون على موسكو. خطط نابليون فقط لإبقاء دوقية ميلان لفرنسا، والإحاطة بجانب النمسا، وكانت فكرة للتحضير لحملة جديدة نحو الشرق. كانت معاهدة أميان للسلام -التي كلفته مصر- هدنة مؤقتة. وسع نابليون سلطته تدريجيًا في إيطاليا عن طريق ضم بيدمونت والحصول على جنوة وبارما وتوسكاني ونابولي، وأضاف هذه الأراضي الإيطالية إلى جمهوية سيسالبين. ثم فرض حصارًا على الدولة الرومانية وبدأ نقاش كونكورات عام 1801 للتحكم في المطالبات المادية للبابا. حين أدرك خطأه برفع سلطة البابا أكثر من مجرد كونه زعيم رمزي، أنشا نابليون المقالات الدستورية عام 1802 بهدف أن تصبح الحامية القانونية للبابوية، مثل شارلمان. وفي سبيل إخفاء خططه قبل تنفيذها الفعلي، أثار طموحات الاستعمار الفرنسي ضد بريطانيا وذكرى معاهدة عام 1763، مما أدى إلى تفاقم الحسد البريطاني لفرنسا، التي امتدت حدودها الآن إلى نهر الراين وما وراءه، إلى هانوفر وهامبورغ وكوكسهافن، كان لنابليون نُخب حاكمة بمزيج من البرجوازية الجديدة والارستقراطية القديمة.
في 12 مايو 1802، صوّت التريبونت الفرنسي بالإجماع، باستثناء كارنو، بزعامة مدى الحياة لقائد فرنسا. أُكّد على هذا القرار من قِبل فيلق ليغسلايف. أعقب ذلك استفتاء نتج عنه 3,653,600 صوتًا بنعم، و8272 صوتًا بلا. في 2 أغسطس 1802، أُعلن نابليون بونابرت قنصلًا مدى الحياة.
في 18 مايو 1804، أُعطي نابليون لقب «إمبراطور فرنسا» من قِبل مجلس الشيوخ؛ وأخيرًا، في 2 ديسمبر 1804، تُوّج بشكل رسمي بعد منحه التاج الحديدي لملوك لومبارد، وأُعلن عن قداسته من قِبل البابا بيوس السابع في كنيسة نوتردام في باريس.

## التاريخ

### التحالف الثالث (1805)
معركة أوسترليتز ،2 ديسمبر 1805رسمها فرانسوا جيرار (1810) ، محفوظ في متحف تاريخ فرنسا (فرساي) .
من خلال انتصاراته وتحالفاته العسكرية ، نجح نابليون بونابرت في جعل الإمبراطورية القوة المهيمنة في جميع أنحاء أوروبا تقريبًا ، وكسر على التوالي التحالفات المختلفة التي تعارضه حكام أوروبا ، بدعم عسكري أو مالي من إنجلترا.
بدأ نابليون سياسته الأسرية في18مارس 1805 من خلال تكليف أخته إليزا وزوجها فيليكس باتشيوتشي بإمارة Piombino  . تم تسجيل التوسع الأول للإمبراطورية في6 يونيو 1805 ضم جمهورية ليغوريا ، مقسمة إلى ثلاث مقاطعات فرنسية جديدة ( جنوة ومونتينوت وأبينيني ) 23 .
في عام 1805 ، في مواجهة التحالف الثالث ، الذي ضم الإمبراطورية الروسية ، وإمبراطورية النمسا ، بتمويل من البريطانيين ، بدأ نابليون الحملة النمساوية الأولى . ال13 أغسطس، أخذ جيش سواحل المحيط اسم "  الجيش العظيم  " و31، تم تنظيمها في سبعة فيالق وضعت على التوالي تحت قيادة المشير برنادوت ، مارمونت ، دافوت ، سولت ، لانز ، ناي ، وأوجيرو ، المارشال مورات قائد احتياطي الفرسان. أوامر الإمبراطور العام بمساعدة اللواء برتير  .
ال8 سبتمبردخلت طليعة الجنرال ماك النمساوية (60.000 رجل) إقليم بافاريا ، محتلة العاصمة ميونيخ14قبل التمركز حول أولم ، على بعد 120 كيلومترًا غرب ميونيخ ، لإغلاق الطريق إلى الفرنسيين. بعد إصلاح النمساويين من خلال مظاهرات لسلاح الفرسان مراد في الغرب ، طوّق الجيش الكبير النمساويين من الشمال وحاصر أولم من15 أكتوبر. مع عدم وجود احتمال أن يتم إنقاذه من قبل الجيش الروسي ، استسلم ماك20بعد تحرير ميونيخ على يد برنادوت  .
ال13 نوفمبر، الجيش الكبير يدخل فيينا ، التي اختار الحلفاء عدم الدفاع عنها.
في نبأ الهزيمة في أولم ، اضطر الأرشيدوق تشارلز إلى العودة إلى فيينا ، ودخل الجيش الكبير مورافيا ، لكنه لا يستطيع منع تقاطع قوات كوتوزوف مع قوات الإسكندر الأول وفرانسيس الأول من النمسا في أوسترليتز.
أردت أن أجعل نابليون  يعتقد أنه أضعف من أن يدفعه إلى هجوم متهور لهزيمته. للقيام بذلك ، يستخدم العديد من الحيل (تنظيم انسحاب قواته أثناء المواجهات أو المناوشات ، ويطلب أن يستقبله الأباطرة الآخرون لما يشبه التفاوض ، وما إلى ذلك). ثم يعتقد الأعداء أن نابليون لديه 40 ألف رجل فقط. كوتوزوف غير مقتنع ، لكن الجنرالات الشباب يريدون التألق أمام إمبراطورهم ، والاندفاع في الفخ ...
ال2 ديسمبر 1805في معركة أوسترليتز ، على الرغم من دونيه العددي ، أوقع نابليون الأول ورجاله البالغ عددهم 73000 هزيمة مذلة على التحالف النمساوي الروسي (86000 رجل) ، من خلال تطبيق خطته التي تعتبر تحفة تكتيكية .
في اليوم التالي للمعركة ، طلب النمساويون هدنة ، مُنحت6 ديسمبرمقابل إخلاء القوات الروسية للأراضي النمساوية. بموجب معاهدة بريسبورغ (الآن براتيسلافا )26 ديسمبر 1805يعترف الإمبراطور فرانسيس الثاني بإعادة التنظيم الفرنسي لإيطاليا ، وألقاب الملوك التي منحها نابليون لناخبي بافاريا وفورتمبيرغ ، واستقلال جمهوريتي هيلفيتش وباتافيان تحت التأثير الفرنسي . تضاعف النمسا أيضًا الامتيازات الإقليمية لصالح مملكة إيطاليا ( فينيسيا وإستريا ودالماتيا ) وبافاريا وبادن وفورتمبيرغ. أخيرًا ، يتعهد المهزومون بدفع 40 مليون فرنك تعويض حرب لفرنسا. في هذه الأثناء ، قام نابليون بتحييد بروسيا من خلال الحصول على تحالف مقابل احتلال القوات الفرنسية لهانوفر من قبل القوات الفرنسية. .

#### احتلال نابولي وانضمام يوسف
تسلل النمسا ، ولا تزال إنجلترا وروسيا في الصراع ولكن بعيدًا عن متناول الجيش الكبير. ومع ذلك ، قرر نابليون وضع حد لبوربون -صقلية التي اشتبكت مع مملكة نابولي في التحالف ضد فرنسا. ال9 ديسمبرزاد جيش نابولي إلى 40.000 رجل تحت قيادة المارشال ماسينا6 ينايرلمساعدة جوزيف بونابرت. ال29 ديسمبر، يعلن نابليون أن "سلالة نابولي قد توقفت عن الحكم" . نابولي مشغولة15 فبراير 1806، مما تسبب في رحيل الملكين فرديناند الرابع وماري كارولين إلى صقلية . فعل30 مارس 1806سجل مجلس الشيوخ الفرنسي أسماء جوزيف على عرش نابولي ، مشيرًا إلى "الإمبراطورية العظمى" لأول مرة في نص رسمي  . في نفس اليوم ، سجل نابليون قانون الأسرة الإمبراطورية الذي يحكم الحالة المدنية والتنظيم والواجبات داخل عائلته ، وكذلك لكبار الشخصيات ودوقات الإمبراطورية  .

#### إنشاء اتحاد نهر الراين
بعد ذلك ، تتمتع فرنسا بحرية إعادة تنظيم ألمانياشكل نابليون الأول اتحاد نهر الراين الذي أدى بحكم الواقع إلى حل الإمبراطورية الرومانية المقدسة .

### التحالف الرابع
لا تقبل بروسيا أن تمتد السيادة الفرنسية ، مع كونفدرالية نهر الراين ، إلى حدودها ، و9 أغسطس 1806أصدر الملك فريدريك وليام الثالث ، بدفع من روسيا والمملكة الأولى ، قرارًا بالتعبئة من أجل شن حرب على فرنسا.
تم تشكيل تحالف رابع ضد نابليون في شهرأكتوبر 1806تتكون من بروسيا والمملكة الأولى والإمبراطورية الروسية وساكسونيا والسويد .
يجب على نابليون بعد ذلك التحضير لحملة عسكرية جديدة. ركز جيشه على نهر الراين ، وفي 25 سبتمبر ، تقدم نحو ساكسونيا بحوالي 160.000 رجل (القوة الأولية ، زادت خلال الحملة). حدثت الصدمة الأولى خلال معركة Saalfeld ، التي قُتل خلالها الأمير Louis-Ferdinand من بروسيا .
كان التقدم السريع للجيش الفرنسي من النوع الذي قضى على الجيش البروسي ، الذي بلغ تعداده 250 ألف رجل. في الواقع ، هزمها نابليون والمارشال دافوت خلال معارك جينا وأورشتات ، و14 أكتوبر 1806. خسر الجيش البروسي في نفس اليوم حوالي 43000 رجل وكل مدفعيته. ألقت هذه الهزائم بالبروسيين في حالة من الفوضى. وهكذا ، رأينا 500 فرس فرنسي بقيادة الجنرال لاسال استولوا وحده ودون مقاومة على بلدة شتيتين المحصنة في 29 أكتوبر . لم يعد الجيش البروسي موجودًا.
ال27 أكتوبردخل نابليون برلين على رأس الجيش الكبير . في المجموع ، استغرق نابليون تسعة عشر يومًا فقط من شن هجومه على بروسيا إلى دخول برلين .
ال21 نوفمبر 1806، أصدر نابليون مرسومًا بإنشاء حصار قاري ضد إنجلترا.
بعد هذا الانتصار على البروسيين ، قرر نابليون غزو بولندا البروسية قبل وصول الجيش الروسي . بعد التقسيم الأخير لبولندا قبل 11 عامًا ، تم الترحيب بجنود نابليون كمحررين في جميع المدن وفي جميع الأرياف ، خاصة وأن من بينهم قدامى المحاربين في الجحافل البولندية لجيش دومبروفسكي الإيطالي . زود تمرد المقاطعات البولندية ضد المحتلين البروسيين والروس نابليون بـ 30.000 رجل.
أمام وارسو ، انزلق الروس ورفضوا خوض المعركة. مراد يستولي على براجا ، إحدى ضواحي العاصمة. وصل نابليون19 ديسمبرفي وارسو . اضطر نابليون إلى الشتاء في بولندا ، وبالتالي أمضى شهرًا كاملاًيناير 1807في وارسو ، حيث التقى بالكونتيسة ماري واليوسكا . في الواقع ، احتاج الجيش الفرنسي إلى الراحة وإعادة التنظيم ، مما حال دون مواجهة الجيش الروسي على الفور. ثم انسحبت إلى Vistula من أجل سكنها الشتوي أثناء انتظارها لتلقي التعزيزات من فرنسا. لحسن الحظ ، في الذاكرة البولندية ، لم يكن الشتاء معتدلًا على الإطلاق. بالنسبة للفرنسيين ، تكون درجة الحرارة أكثر اعتدالًا مما كانت عليه في باريس هذا الموسم.
هجمات الجنرال الروسي بينيجسن في نهاية شهريناير 1807، الأمر الذي أجبر نابليون على الانخراط في معركة Eylau الرهيبة وغير الحاسمة8 فبراير. الروس يتراجعون ، على الرغم من الخسائر الفادحة من كلا الجانبين.
هجمات مضادة للجيش الفرنسي. ال10 يونيو، في معركة هيلسبرج ، أجبرت هجوم مثير للإعجاب من سلاح الفرسان التابع لمورات جيش بينيجسن على التراجع مرة أخرى. يلاحقهم الفرنسيون ،14 يونيو، حقق نصرًا حاسمًا في معركة فريدلاند . نموذج المناورة والحكم ، على غرار أوسترليتز في مفهومها ، تمثل معركة فريدلاند انتصارًا للجيش الفرنسي دون جاذبية.
في حرب التحالف الثالث، جرف نابليون بقايا الإمبراطورية الرومانية المقدسة وأنشأ في جنوب ألمانيا ولايات بافاريا وبادن وفورتمبيرغ وهيس-دارمشتات وساكسونيا، والتي أُعيد تنظيمها في اتحاد نهر الراين. استخلصت معاهدة بريسبرغ، الموقعة في 26 ديسمبر 1805، تنازلات إقليمية واسعة النطاق من النمسا، على رأس تعويض مالي كبير. يعد تأسيس نابليون للمملكة الإيطالية، واحتلال أنكونا، وضم فينيسيا والأراضي الأدرياتيكية السابقة مرحلة جديدة في تقدم إمبراطوريته.
بغرض تأسيس دول تابعة، ثبّت نابليون أقاربه كحكام للعديد من الدول الأوروبية. بدأ بونابرت بالاتحاد مع ممالك أوروبية قديمة، واكتسب السيادة على العديد من الدول. حل جوزيف بونابرت محل عائلة البوبرون العاجزون في نابولي، ونُصّب لويس بونابرت على عرش مملكة هولندا، التي تشكلت من جمهورية باتفيان؛ أصبح يواكيم مورات الدوق الأكبر لبيرغ، أصبح جيروم بونابرت صهرًا لملك فورتمبرغ وملك ويستفاليا؛ وعُيّن يوجين دي بوهارنايس نائبًا لإيطاليا بينما تزوجت ستيفاتي دي بوهارنايس ابن دوق جراند بادن. بالإضافة إلى الألقاب التابعة لأسمائهم. حصل أقرب أقرباء نابليون أيضًا على لقب الأمير الفرنسي وشكلوا البيت الإمبراطوري في فرنسا.

## ذروة الإمبراطورية

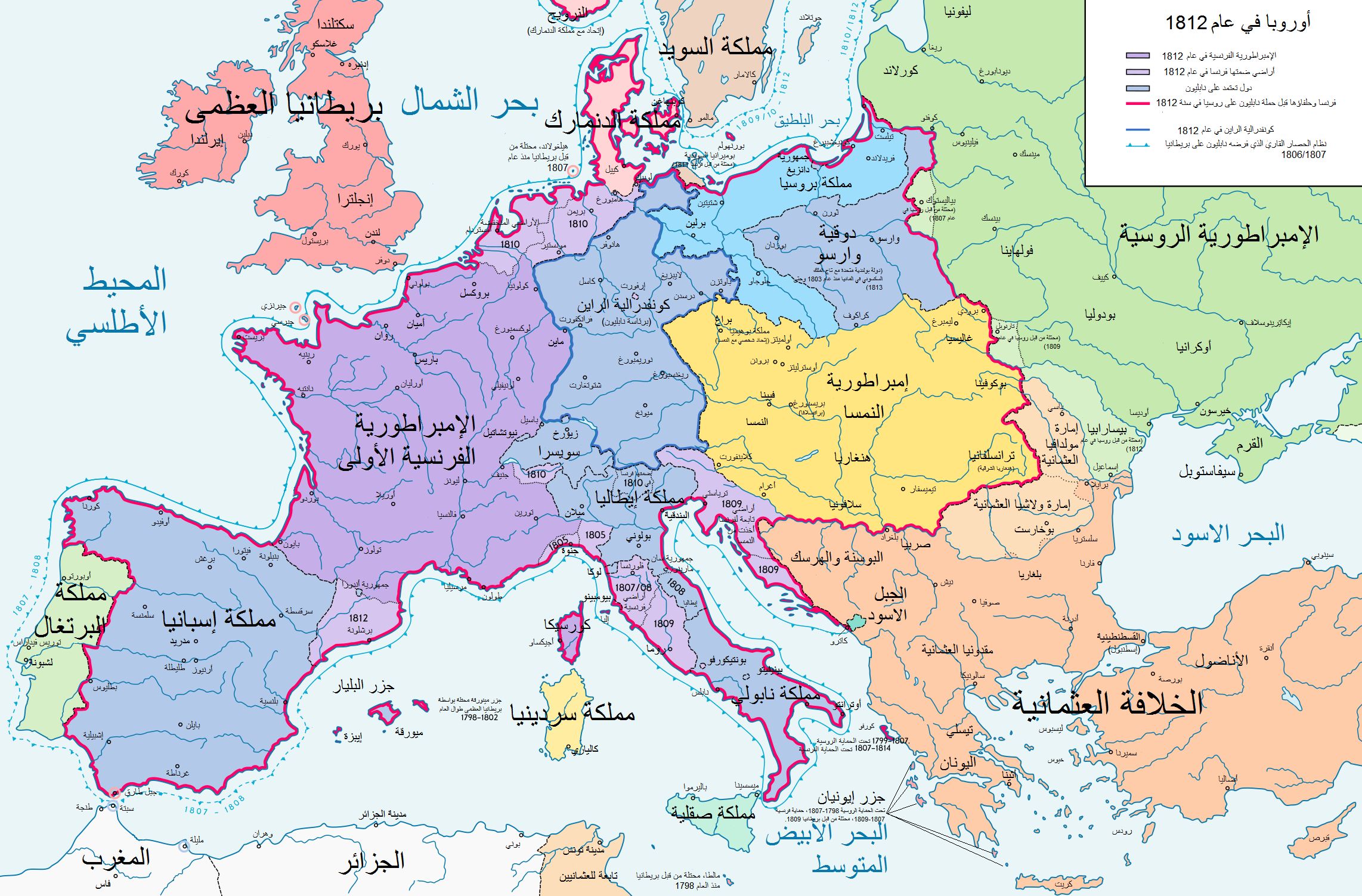
الإمبراطورية الفرنسية الأولى في ذروتها مباشرة قبل الحملة على روسيا

أنهت معاهدة تيليست الحرب بين روسيا والإمبراطورية الفرنسية وبدأت تحالفًا بين الإمبراطوريتين شمل قوة تعادل قوة باقي أوروبا. وافقت الإمبراطوريتين بشكل سري أن تساعدا بعضهما في النزاعات. تعهدت فرنسا أن تساعد روسيا ضد تركيا العثمانية، بينما وافقت روسيا أن تنضم إلى الحصار القاري ضد الإمبراطورية البريطانية. أجبر نابليون أيضًا ألكسندر على الدخول في الحرب الإنكليزية الروسية والتحريض على الحرب الفنلندية ضد السويد لإجبار السويد على الانضمام للحصار القاري
على وجه الخصوص، وافق القيصر على إخلاء والاشيا ومولدافيا، اللتين احتلتهما القوات الروسية كجزء من الحرب الروسية التركية بين عامي 1806-1812. سُلمت الجزر الأيونية وكاتارو، اللتين استولى عليهما القائدان الروسيان أوشكاف وسينيالاف، إلى الفرنسيين. في تعويض، ضم نابليون سيادة دوقية أولدنبورغ والعديد من الدول الصغيرة الأخرى التي يحكمها أقارب القيصر الألماني. فصلت المعاهدة نصف أراضي بروسيا تقريبًا: انتقلت كوتوبس إلى ولاية ساكسونيا، ومُنحت الضفة اليسرى من إلبا إلى مملكة ويستفاليا التي أُنشئت حديثًا، ومُنحت بياليستوك لروسيا، وعُينت بقية الأراضي البولندية في حوزة بروسيا مثل دوقية واسو. أُمرت بروسيا بتخفيض جيشها إلى 40,000 ودفع تعويض قدره 100,000,000 فرنك. رأى المراقبون في بروسيا أن المعادلة غير عادلة وإهانة وطنية.

## السقوط
نجح نابليون بالكاد بإخماد التمرد في ألمانيا حين قاد القيصر الروسي نفسه انتفاضةً ضد نابليون. لوضع حد لهذا، ولضمان وصوله إلى البحر الأبيض المتوسط واستبعاد منافسه الرئيسي، بذل نابليون جهدًا في روسيا عام 1812. على الرغم من تقدمه الذي بدت فيه ملامح النصر، والاستيلاء على سمولينسك، والانتصار على موسكفا، والدخول إلى موسكو، إلا أنه هُزم من قِبل البلاد والمناخ، ورفض ألكسندر لوضع شروط. بعد ذلك، جاء التراجع الرهيب في الشتاء الروسي القاسي، بينما كانت أوروبا جمعاء متمركزة ضده. بالتراجع نحو الوراء، حين كان في إسبانيا، من حصن إلى حصن، بعد المعركة على نهر بيرزينا، اضطر نابليون للتراجع إلى حدود عام 1809، ومن ثم -بعد أن رفض السلام الذي عرضته عليه النمسا في كونغرس براغ (4 يونيو – 10 أغسطس 1813)، بسبب رعبه من خسارة إيطاليا، إذ أن كل من انتصاراته كانت علامة لخطوة نحو الأمام في سبيل تحقيق حلمه- إلى حدود عام 1805.
بعد خسارة روسيا، واصل نابليون التراجع، وهذه المرة في ألمانيا. بعد خسارة إسبانيا، التي احتلها جيش متحالف بقيادة ويلنغتون، وانتفاضة هولندا تمهيدًا للغزو وبيان فرانكفورت الرسمي (1 ديسمبر 1813)، والذي أعلن أن على نابليون التراجع إلى حدود عام 1796؛ وبعد ذلك أُرجعت قواته إلى حدود عام 1792، على الرغم من الحملة الرائعة لعام 1914 ضد الغزاة. استسلمت باريس في 30 مارس 1814. سقطت الإمبراطورية لفترة مع تنازلات نابليون في معاهدة فونتاينبلو عام 11 أبريل 1814.
بعد نفيه لمدة قصيرة إلى جزيرة إلبا، هرب نابليون بسفينة مع رجال قلائل وأربعة مدافع. أرسل الملك مارشال ناي لاعتقاله. بعد لقائه بجيش ناي، نزل نابليون ومشى في مجال الرماية، قائلًا: «إذا كان أحد ما يرغب بقتل الإمبراطور، فأنا هنا موجود!» لكن بدلًا من إطلاق النار، ذهب جنود ناي لينضموا إلى جانب الإمبراطور، هاتفين: «يعيش الإمبراطور!» استعاد نابليون العرش مؤقتًا عام 1815، معيدًا إحياء الإمبراطورية فيما يُعرف بالمئة يوم. لكن بكل الأحوال، هُزم من قِبل التحالف السابع في معركة واترلو. سلم نفسه للتحالف ونُفي إلى جزيرة سانت هيلانا، وهي جزيرة نائية في المحيط الأطلسي، حيث بقي حتى وفاته عم 1821. بعد المئة يوم، استُعيدت مملكة بوربون، مع استعادة لويس الثامن عشر عرش فرنسا، بينما تخلصوا من بقية الفتوحات النابليونية في مؤتمر فيينا.

## توارخ مهمة في عصر الامبراطورية الاولى
- 18 مايو 1804 : إعلان نابليون بونابرت إمبراطور الفرنسيين
- 15 يوليو 1804 : أول حفل لتسلم وسام جوقة الشرف
- 2 ديسمبر 1804 : تتويج نابليون بحضور البابا بيوس السابع
- 2 ديسمبر 1805 : معركة أوسترليتز
- 14 أكتوبر 1806 : معركة جينا وأورستيدت
- 21 نوفمبر 1806 : إنشاء الحصار القاري
- 8 فبراير 1807 : معركة ايلاو
- 14 يونيو 1807 : معركة فريدلاند
- 7 يوليو 1807 : سلام ومعاهدة تيلسيت مع روسيا
- 2 مايو 1808 : بداية الحرب الأهلية الإسبانية
- 5-6 يوليو 1809: معركة واغرام
- 15 ديسمبر 1809 : طلاق نابليون  الأول جوزفين  دي بوهارنيه
- 2 أبريل 1810 : زواج نابليون من النمسا ماري لويز
- 20 مارس 1811 : ولادة ملك روما وريث العرش
- 24 يونيوفي30 ديسمبر 1812 : الحملة الروسية
- 16 أكتوبرفي19 أكتوبر 1813 : معركة لايبزيغ
- ينايرالىمارس 1814 : الحملة الفرنسية ، بما في ذلك معركة ريمس  . النمساويون والبروسيون والروس يحتلون البلاد.
- 6 أبريل 1814 : أول تنازل نابليون عن العرش
- 30 مايو 1814 : معاهدة باريس الأولى
- 20 مارسفي22 يونيو 1815 : مائة يوم
- 18 يونيو 1815 : معركة واترلو
- 22 يونيو 1815 : ثاني تنازل لنابليون
- 20 نوفمبر 1815 : معاهدة باريس الثانية